# بورشايد
بورشايد (بالألمانية: Burscheid) هي بلدة ألمانية تقع في ألمانيا في Rheinisch-Bergischer Kreis. يقدر عدد سكانها بـ 19,025 نسمة .

## المدن التوأمة
مدن Egg, Austria و Bourscheid هي مدن توأمة لـبورشايد.

## أعلام
- كارل بولفريك
- أوتو باير